# Frechen

Frechen este un oraș din landul Renania de Nord-Westfalia, Germania.